# Kanelbrunt rörfly
Kanelbrunt rörfly, Globia algae, är en fjärilsart som beskrevs av Eugen Johann Christoph Esper 1789. Kanelbrunt rörfly ingår i släktet Globia och familjen nattflyn, Noctuidae. Arten  har livskraftiga, LC, populationer i både Sverige och Finland.  Inga underarter finns listade i LepIndex, NHM.

## Bildgalleri

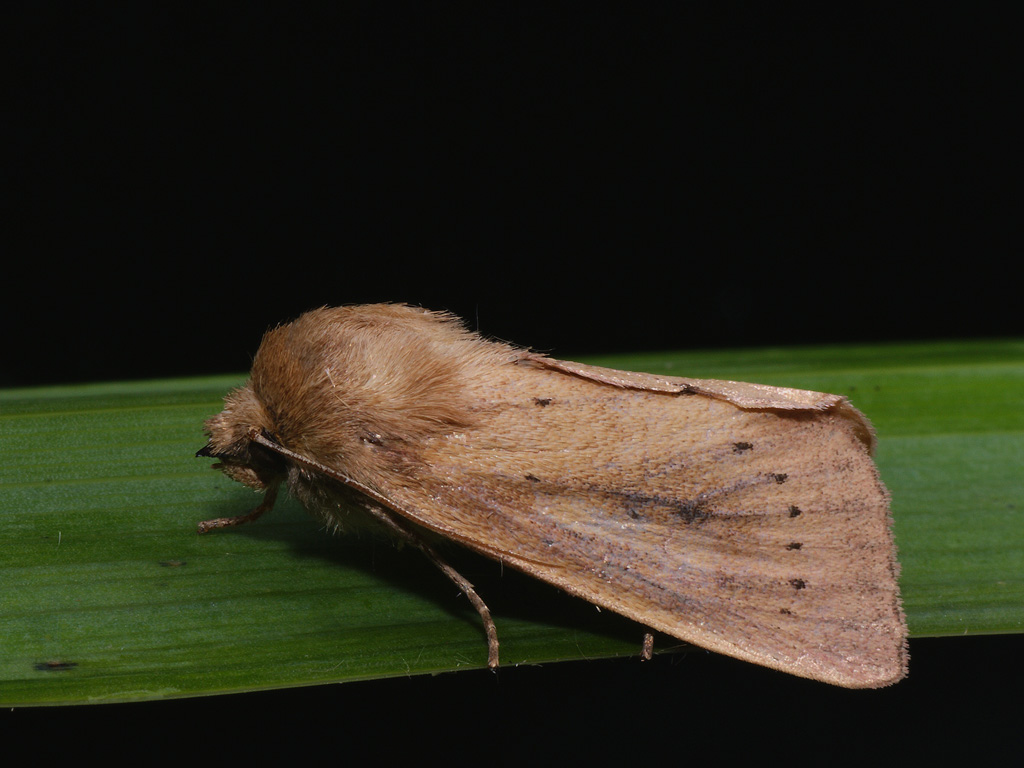
Imago fjäril
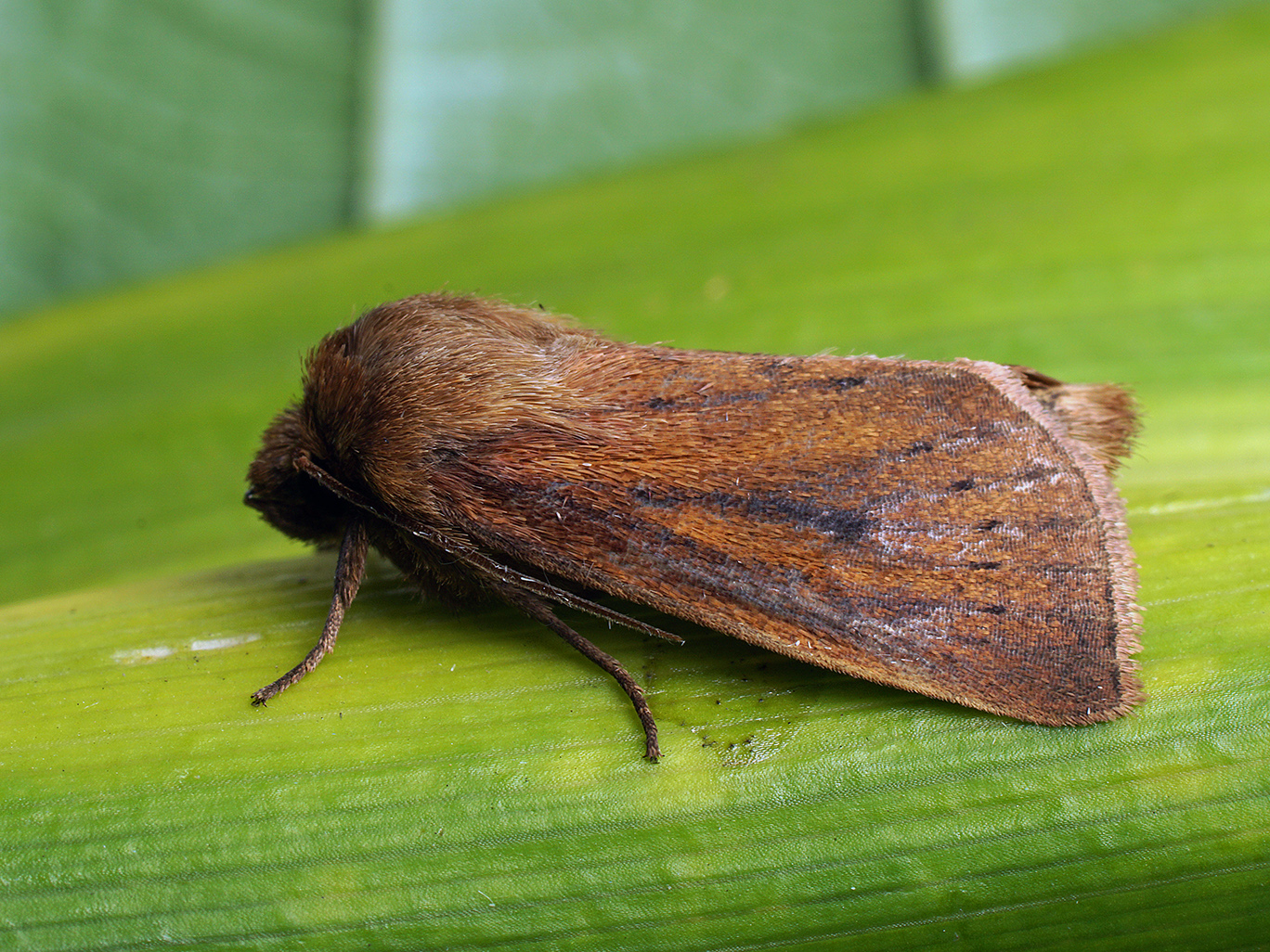
Imago fjäril
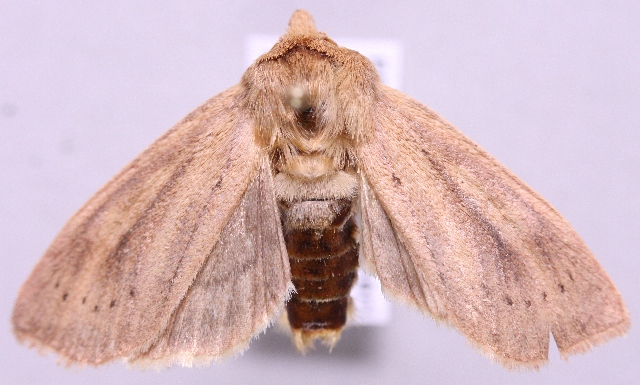
Preparerad (uppnålad) imago fjäril
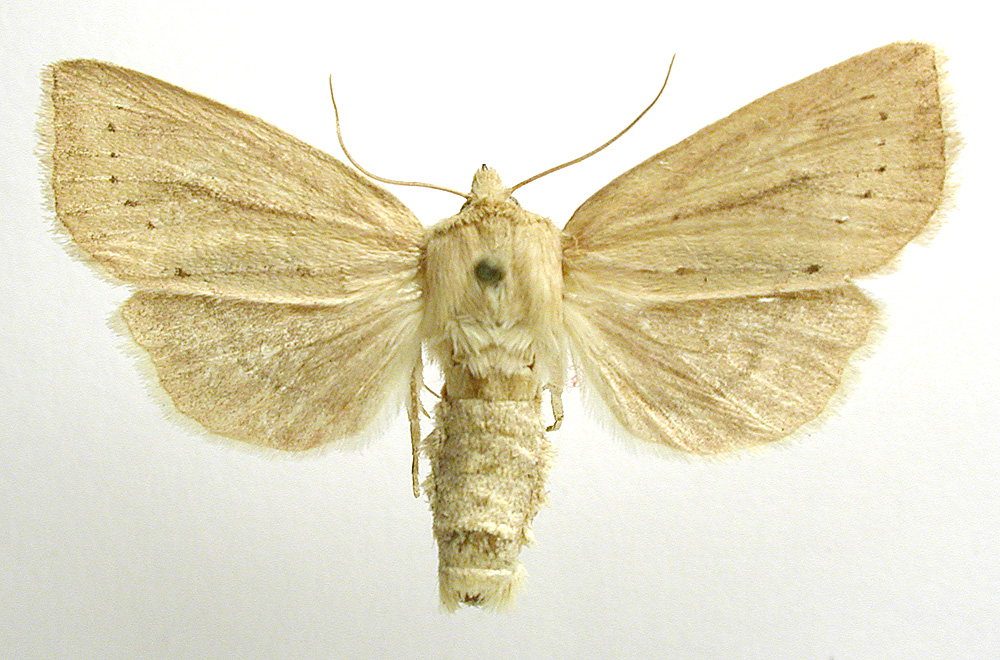
Preparerad (uppnålad) imago fjäril